# トーマス・ラッフルズ

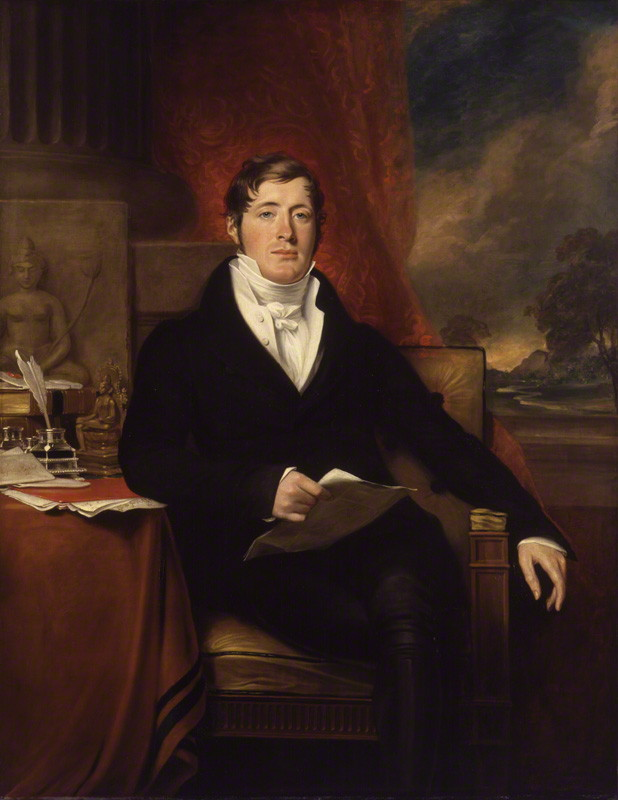

トーマス・スタンフォード・ラッフルズ（Sir Thomas Stamford Bingley Raffles、1781年7月6日 - 1826年7月5日）は、イギリスの植民地行政官、シンガポールの創設者である。

## 略歴
父はベンジャミン・ラッフルズ、母はアン・リデ。1781年、父が商船アン号のなか、ジャマイカ沖で産まれた。2番目の妻ソフィアとの間に5人の子供を授かった。
1795年、14歳よりロンドンの東インド会社で職員として働き始め、1805年、当時プリンス・オブ・ウェールズ島と呼ばれていたマレー半島のペナン島に赴任し、マレー語を習得する。1811年、ナポレオン戦争当時フランスの勢力下にあったジャワ島へイギリス領インド（イギリス東インド会社）から派遣された遠征軍に参加し、ジャワ副総督（副知事、英: Lieutenant-governor）に任命され、統治に当る。なおlieutenant-governorは準知事であり、副総督と訳すのは誤訳とする説もある。このとき、ジャワ島の密林に眠るボロブドゥール遺跡を再発見する。1816年にジャワ島がオランダに返還され、イギリスに帰国。この間、1817年に『ジャワ誌』（“The History of Java”）を刊行し、同年ナイトの称号を授与された。『ジャワ誌』以降、「トーマス」という名の使用をやめ、ミドル・ネームである「スタンフォード」を好むようになる。
1818年、スマトラにあったイギリス東インド会社の植民地ベンクーレン（ブンクル）にベンクーレン副総督（準知事）（英: Lieutenant-governor of Bencoolen）として赴任した。当地において、マレー半島南端の島シンガポールの地政学上の重要性に着目し、ジョホール王国の内紛に乗じてシンガポールを獲得した。同島の開港は1819年2月6日のことである。

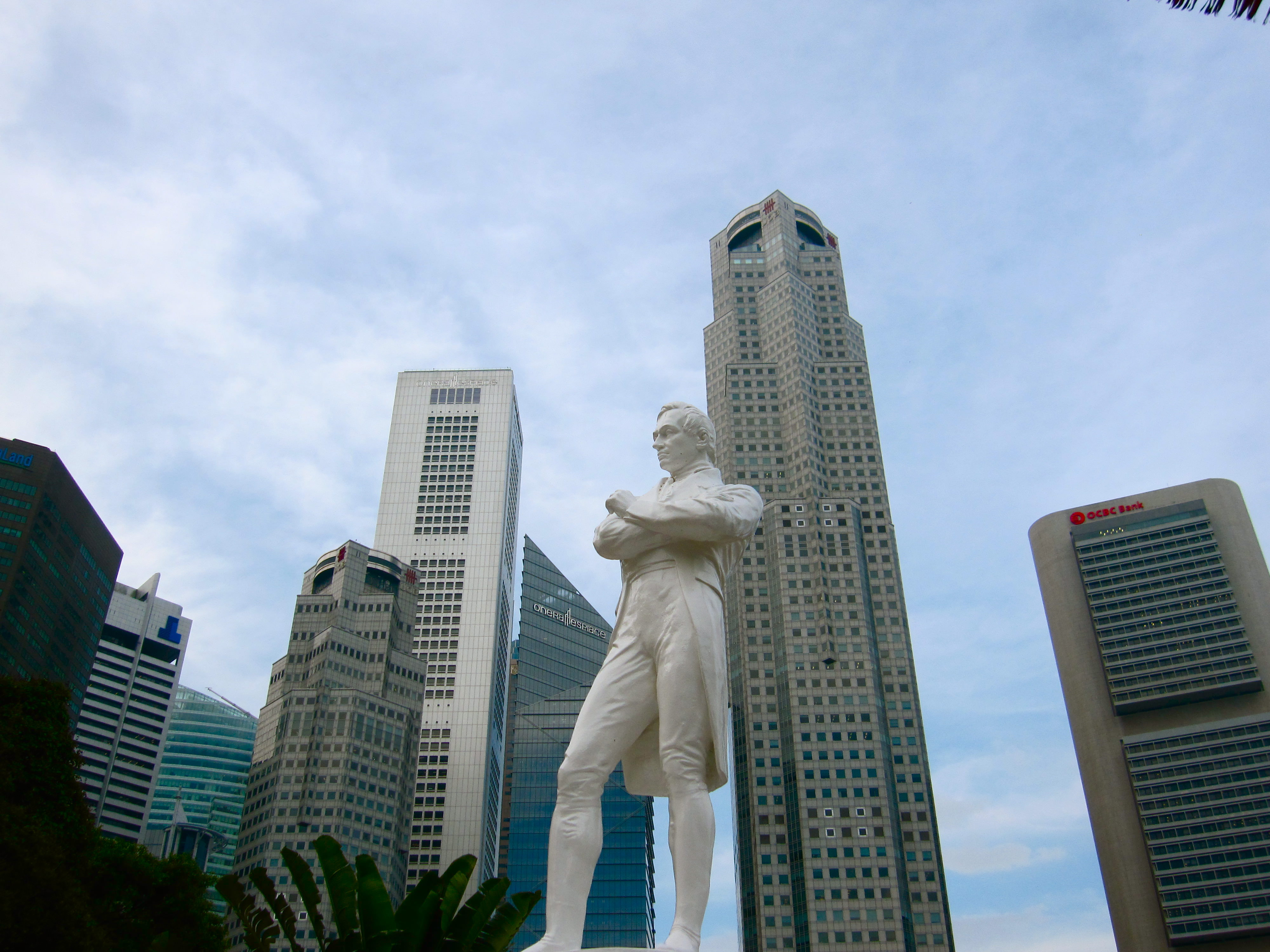
シンガポール川と金融街を背景に立つラッフルズ像

ラッフルズは1820年に自由貿易港を宣言して、1822年から1823年までシンガポールに留まり、植民地の建設にたずさわった。また、ジャワ統治時代に鎖国中の日本と接触を図るが失敗に終わっている（シャーロット号事件）。1824年にはイギリスに帰国し、1826年、ロンドンで死去した。
ラッフルズは動物学・歴史学など、当時の諸科学に多大な興味を寄せており、ジャングルの調査を自ら組織している。世界最大級の花「ラフレシア」 (Rafflesia) は、発見した調査隊の隊長であった彼の名にちなんでつけられたものである。また、種の学名「ラフレシア・アルノルディイ」 (Rafflesia arnoldii R.Br.) は、ラッフルズと同調査隊に同行した博物学者ジョセフ・アーノルドにちなんで名づけられている。また、ラッフルズの植物学研究の協力者ウィリアム・ジャックによれば、1819年のシンガポール獲得の際には新種のウツボカズラ3種を含む植物多数を採集したといい、そのウツボカズラの一つはNepenthes rafflesianaと命名されている。

## 関連文献
- アブドゥッラー・ビン・アブドゥル・カディール 著、中原道子 訳『アブドゥッラー物語 - あるマレー人の自伝』平凡社〈東洋文庫 392〉、1980年（原著1849年）。
- 白石隆『海の帝国 - アジアをどう考えるか』平凡社〈中公新書〉、2000年。ISBN 4-12-101551-7。